# یواس‌اس ال‌اس‌تی-۳۱۶
یواس‌اس ال‌اس‌تی-۳۱۶ (به انگلیسی: USS LST-316) یک کشتی بود که طول آن ۳۲۸ فوت (۱۰۰ متر) بود. این کشتی در سال ۱۹۴۳ ساخته شد.